# جامعة شفدة

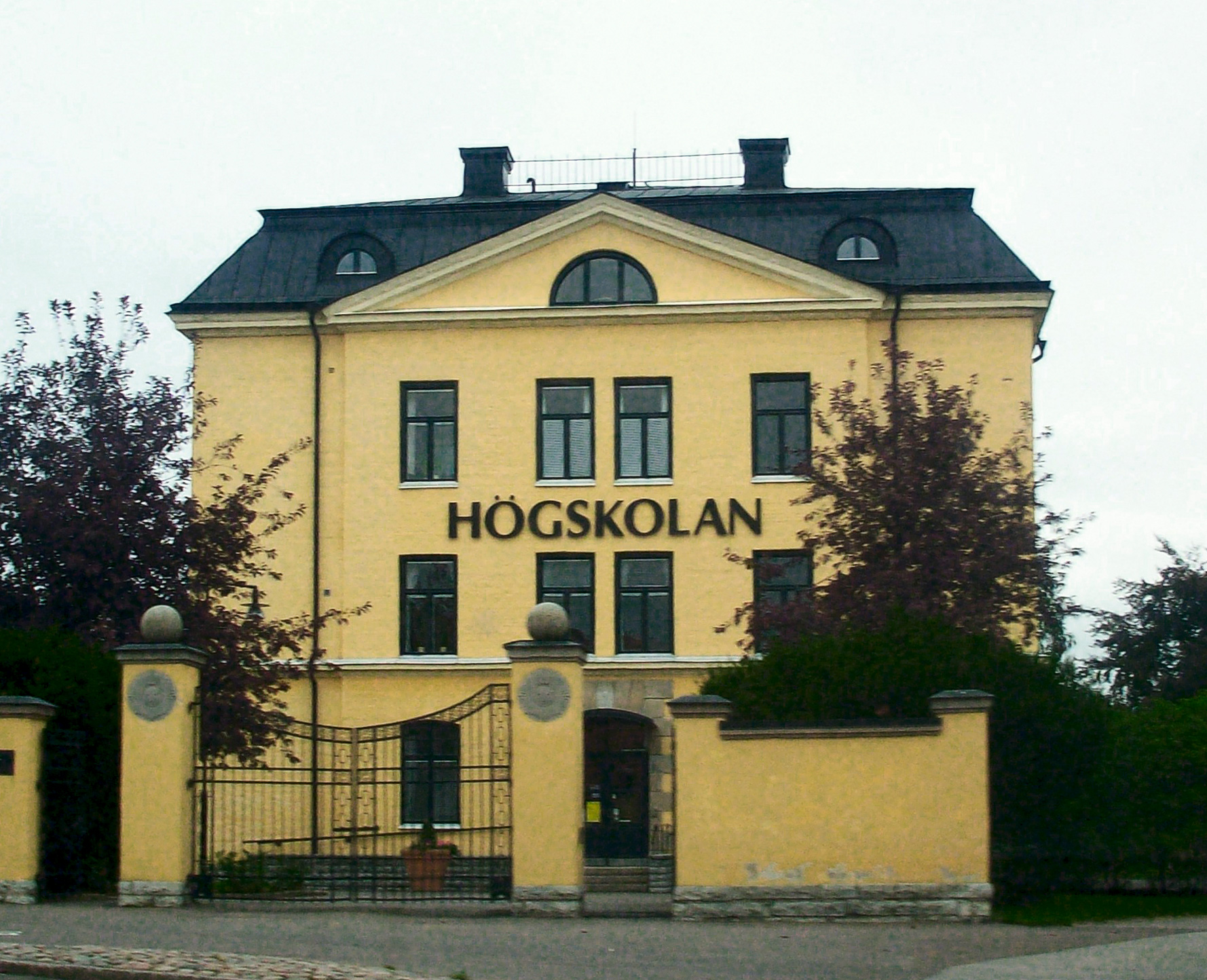
المدرسة العليا

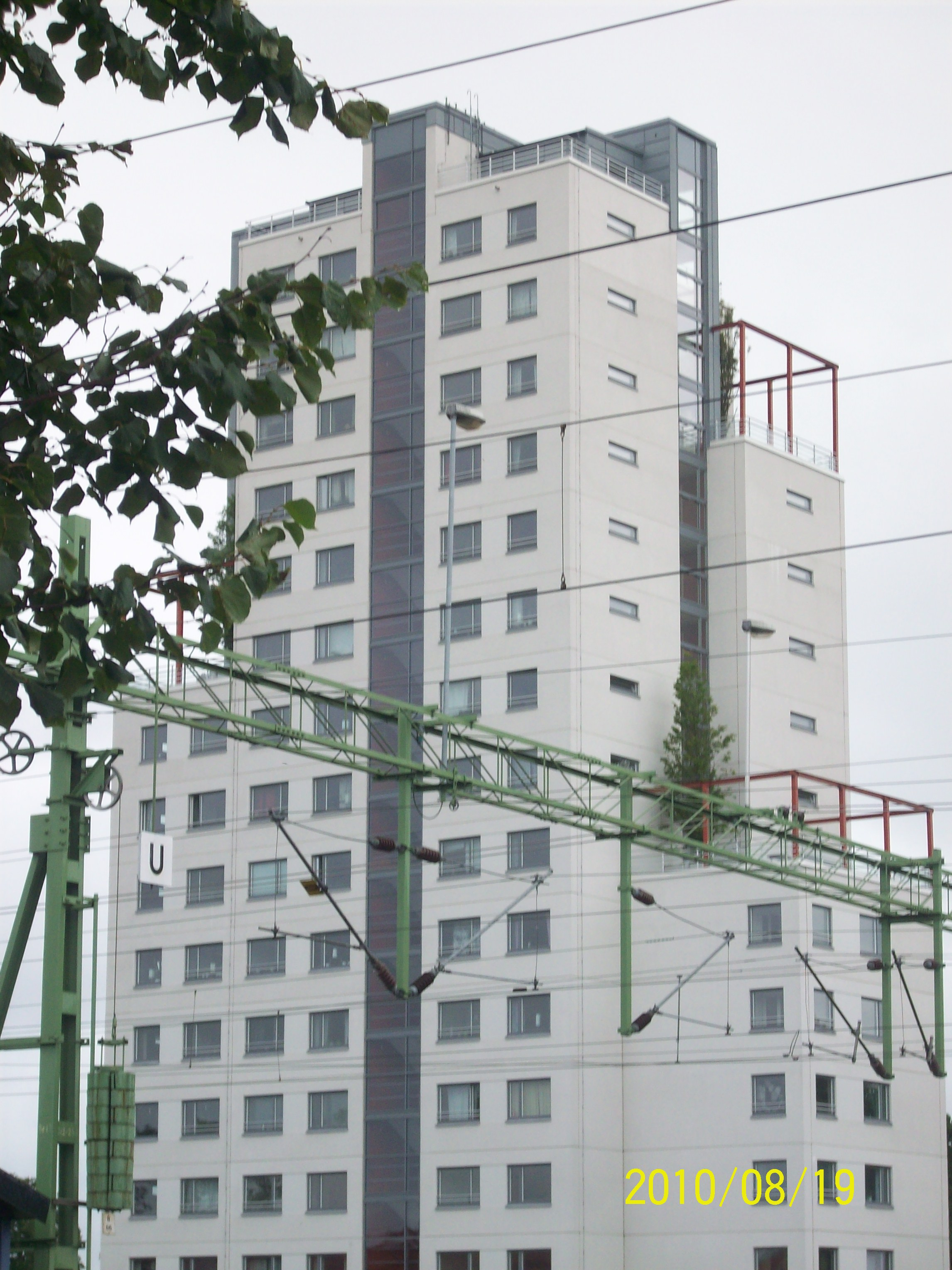
إسكان الطلبة.

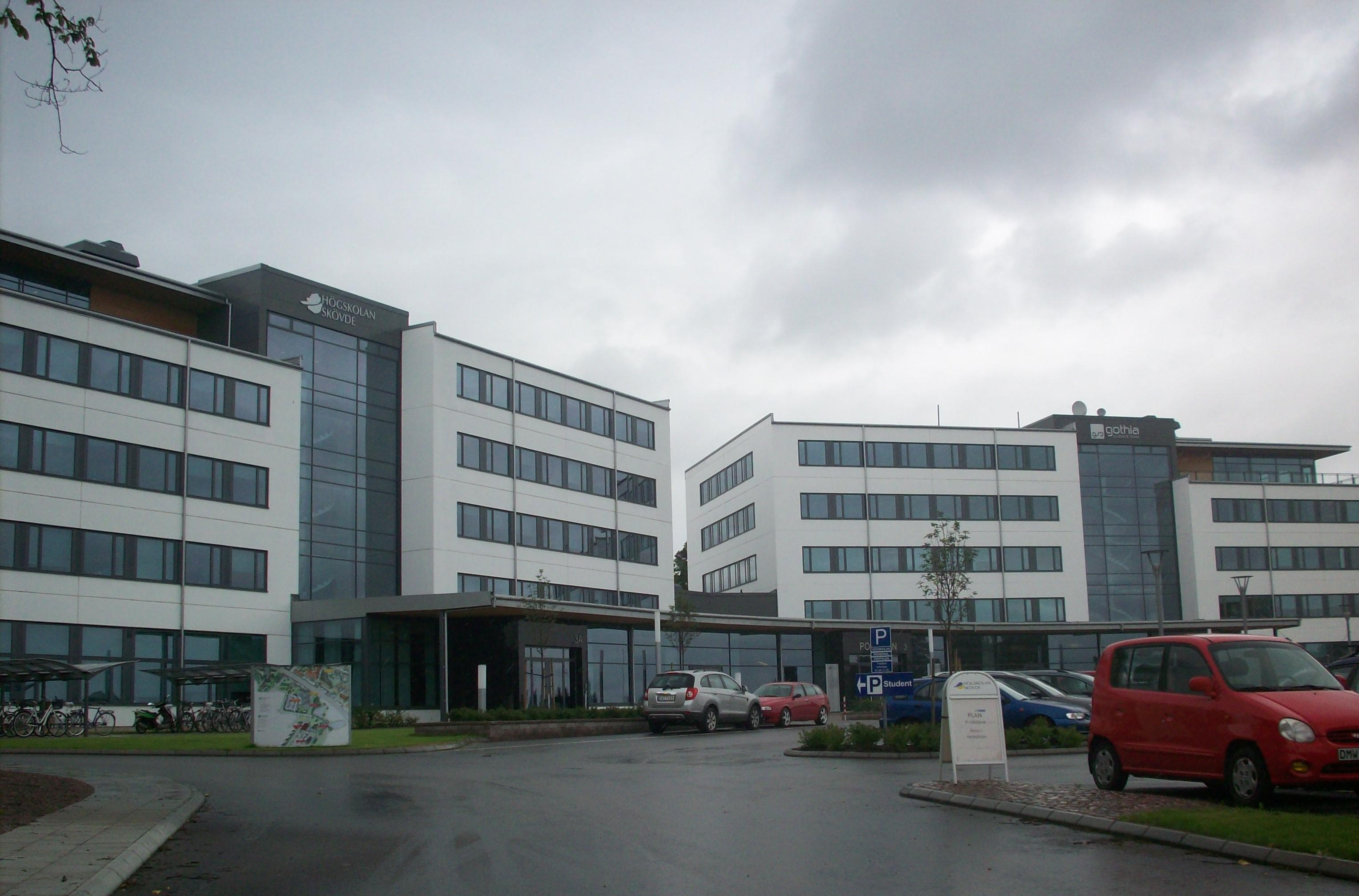

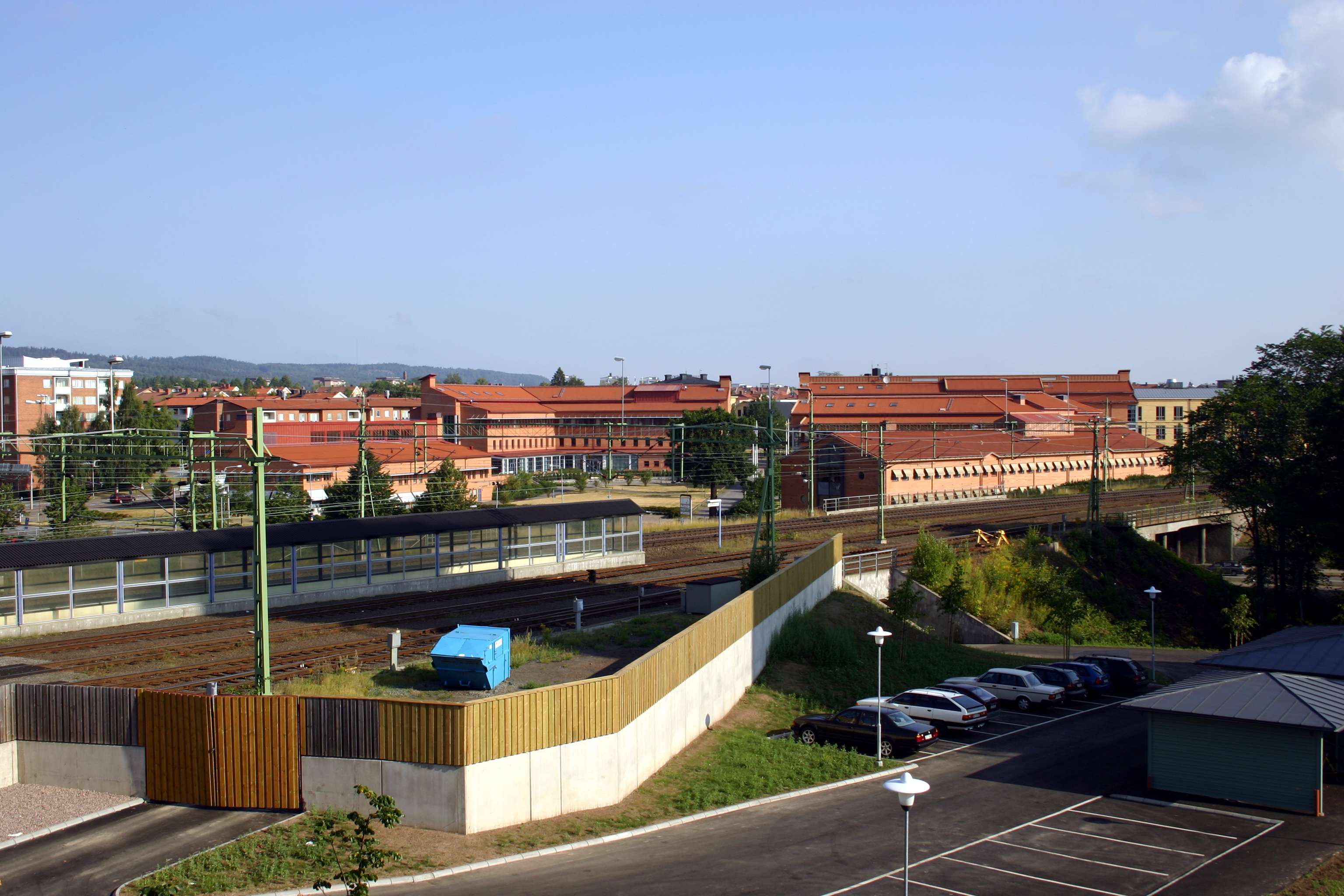

جامعة خوفدة أو المعهد العالي في خوفدة (بالسويدية(HS)Högskolan i Skövde)هي كلية جامعة في مدينة خوفدة Skövde، في السويد. وتضم حوالي 8300 طالب. وحوالي 340 محاضرا وموظفا وما يقرب من 100 شخص في الإدارة. وذلك لحد آذار / مارس 2007. وهي جامعة للعلوم التطبيقية تظم ثلاثة فروعا (منذ 2004).
1. معهد الاتصالات والمعلوماتية (المعلوماتية، اللغات، العلوم الإنسانية، علم التربية وعلم الحاسوب ذات الصلة بالتعليم).
2.معهد التكنلوجيا وعلوم المجتمع (الهندسة الميكانيكية، الاقتصاد، العلوم الاجتماعية، إدارة الدراسات).
3. معهد الصحة والطبيعة (الخدمات الصحية، والعلوم الطبيعية).
الجامعة أنشئت في عام 1977، وقدمت الجامعة رسميا في عام 1983.
الجامعة كانت في الأصل موجودة في السابق ثكنة للجيش السويدية، التي تم تحديثها وتعديلها لتلبية احتياجات الجامعة. أكثر من جامعة وتقع الآن في المباني الحديثة. ويقع الحرم الجامعي إلى جانب خط للسكك الحديدية يصلها بستوكهولم وغوتنبرغ.
و الجدير بالذكر انها واحدة من الكثير من الجامعات السويدية التي يكون فيها التعليم مجاني وبالإنجليزية للطلاب من كل أنحاء العالم خصوصا للدراسات العليا.على الرغم من أن الحكومة تدرس الآن إمكانية فرض النفقات الدراسية على الطلبة الاجانب في السنين القادمة بعد سنة 2009.

## وصلات خارجية
- الموقع الرسمي للجامعة